# Латимер (Мисисипи)
Латимер (енгл. Latimer) насељено је место без административног статуса у америчкој савезној држави Мисисипи.

## Демографија
По попису из 2010. године број становника је 6.079, што је 1.791 (41,8%) становника више него 2000. године.
| Група             | 2000.         | 2010.         |
| Белци             | 4.020 (93,8%) | 5.267 (86,6%) |
| Афроамериканци    | 91 (2,1%)     | 268 (4,4%)    |
| Азијати           | 65 (1,5%)     | 191 (3,1%)    |
| Хиспаноамериканци | 51 (1,2%)     | 213 (3,5%)    |
| Укупно            | 4.288         | 6.079         |